# Muralles de Púbol
Les muralles de Púbol són una obra de la Pera (Baix Empordà) declarada Bé Cultural d'Interès Nacional.

## Descripció
Les antigues muralles de Púbol van ser bastides al costat del castell i de l'església. En l'actualitat només se'n conserven alguns fragments dels paraments, als quals s'hi van adossar nombroses edificacions. Els vestigis més ben conservats es troben prop de la plaça Major; en aquest punt hi ha un passadís cobert, pertanyent a Can Canada, que ocupa el lloc de l'antic portal d'accés. Seguint pel carrer Major hi trobem, formant part d'un habitatge, un fragment de mur amb espitlleres que pertanyia a l'angle sud-oest del recinte. Un altre fragment està situat prop de l'església, incidint perpendicularment amb el frontis d'aquesta i formant continuïtat amb el seu mur lateral esquerre.

## Història
La muralla de Púbol va ser bastida durant els segles XIII-XIV.